# ウエノ
株式会社ウエノ（ウエノ、英: UENO Co.,Ltd.）は、東京都台東区に本社を置く機械工具総合商社である。

## 沿革
- 1947年（昭和22年）- 東京都墨田区で有限会社植野直之商店を設立。
- 1948年（昭和23年）- 本社を台東区に移して5人の兄弟がそれぞれ支店を経営し多店舗経営を展開。
- 1960年（昭和35年）- 株式会社となる。機械部を開設。
- 1970年（昭和45年）- 株式会社ウエノに改称。
- 1991年（平成3年）- 埼玉県越谷市に物流センターウエノセンタービルを竣工。
- 1993年（平成5年）- 現本社屋のウエノＵ-ＰＡＬビルを竣工。
- 2004年（平成16年）- 企業理念を策定。ISO14001を認証取得。
- 2014年（平成26年）- ISO9001を認証取得。（登録適用範囲は海外営業部をのぞく全社）
- 2022年（令和4年）-  デジタルトランスフォーメーションに対応するために新基幹システムを開発して運用を開始。

## 拠点
本社所在地
東京本社 東京都台東区東上野1丁目9番6号
拠点
国内 30拠点
海外 6拠点

## グループ会社
- 株式会社ウエノエンタープライズ